# 小柳留美子
小柳留美子（日语：小柳 ルミ子，1952年7月2日—）是日本女演員及歌手，出身於福岡市西區（現時已改編為早良區）。其代表作有於1972年所推出的歌曲《瀨戶的新娘》，瞬間成為大熱門歌曲，直至現在仍是日本名曲；就連JR四國幾個主要車站（如高松站、坂出站）、JR西日本的岡山站往四國方向月台，都以此曲為到站鈴聲。

## 出道經過
小柳留美子在學時期畢業於筑紫女學園中學校，及後入讀寶塚音樂學校，並在學姐梓美千代的介紹下，加入了渡邊製作公司，1970年以全級最優秀的成績畢業，並獲得於寶塚歌劇團工作。然而一心想著在歌壇發展的小柳留美子，入團不足兩個月後便申請退團。
從寶塚歌劇團退團後，曾於NHK的連續電視小說中出演過，1971年，加入日本華納音樂，並推出了首張專輯《我的城下町》，由平尾昌晃作曲。《我的城下町》創下了銷售160萬張的記錄，除了在Oricon全年單曲銷售榜中排行第1位外，亦令她於同年連奪第13回日本唱片大獎奪得「最優秀新人獎」及第2回日本歌謠大獎「優秀放送音樂新人賞」殊榮。1972年再推出單曲《瀨戶的新娘》，繼續由平尾昌晃執筆，同樣大賣，又令她於翌年在第14回日本唱片大獎奪得「歌唱獎」及第3回日本歌謠大獎中得到最高榮譽大獎。
雖然出道初期一直都以歌手身份為主，小柳留美子亦間中參與電視劇和電影的演出。她在第6回日本電影金像獎内的電影《誘拐報道》之中奪得最佳女配角大獎，以及在第7回日本電影金像獎内的電影《白蛇抄》之中奪得最佳女主角大獎。

## 主要演出

### 電影
- 誘拐報道（1982年）
- 白蛇抄（1983年）

### 電視劇
- 彩虹（1970年） - 飾 かおる
- 白皙的肌膚妖怪的黑髮（1984年）
- 琉球之風（1993年） - 飾 蔡少英
- 無家可歸的小孩（1994年） - 飾 園田京子
- 小狗華爾滋（2004年） - 飾 志賀華子

## 外部連結
- 小柳留美子官方部落格 （页面存档备份，存于） （日語）
- 小柳留美子官方網站（日語）
- Crown Record網站內小柳留美子的最新消息 （页面存档备份，存于）（日語）